# Tôn giáo bản địa

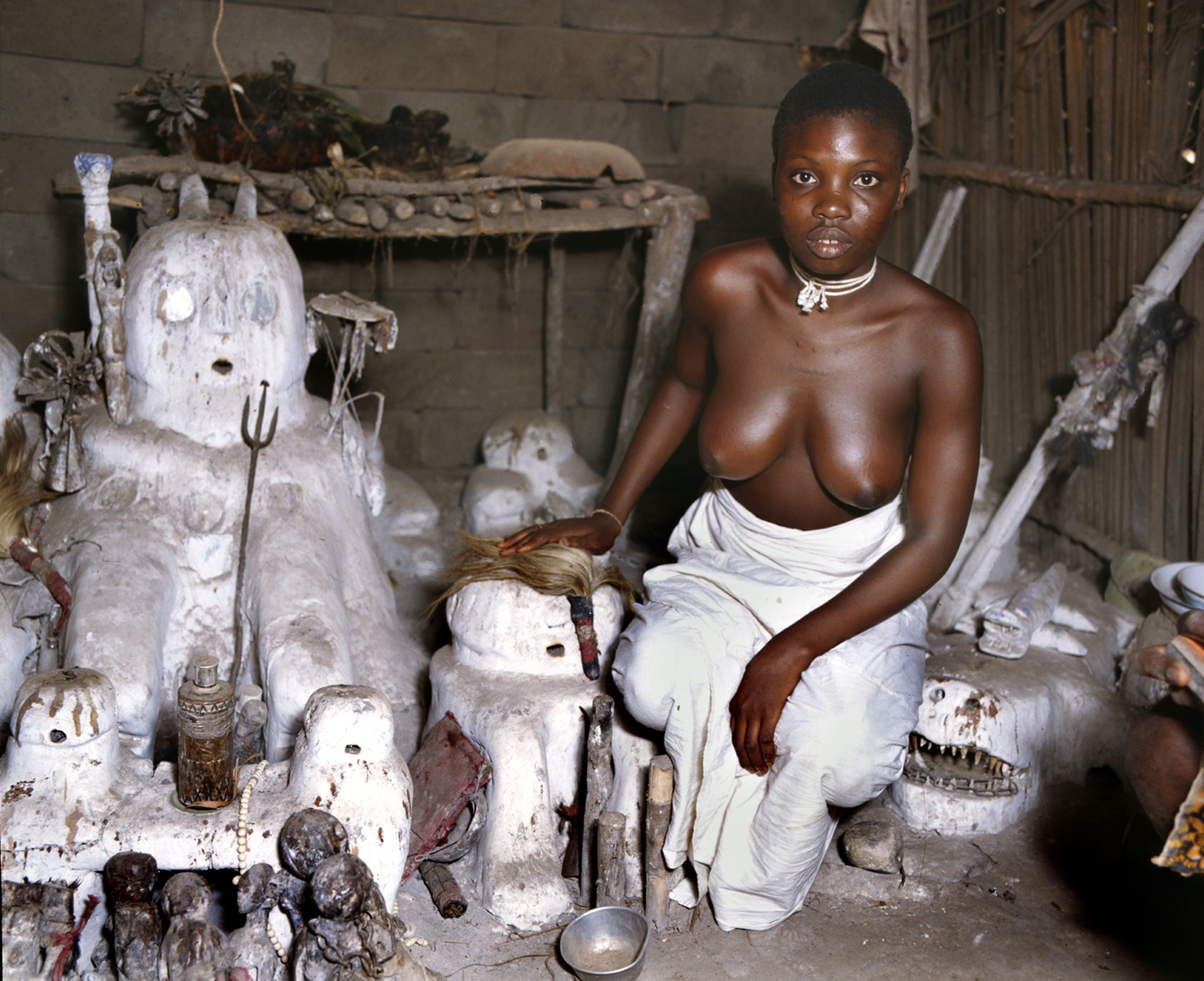
Tôn giáo bản địa châu Phi Voodoo

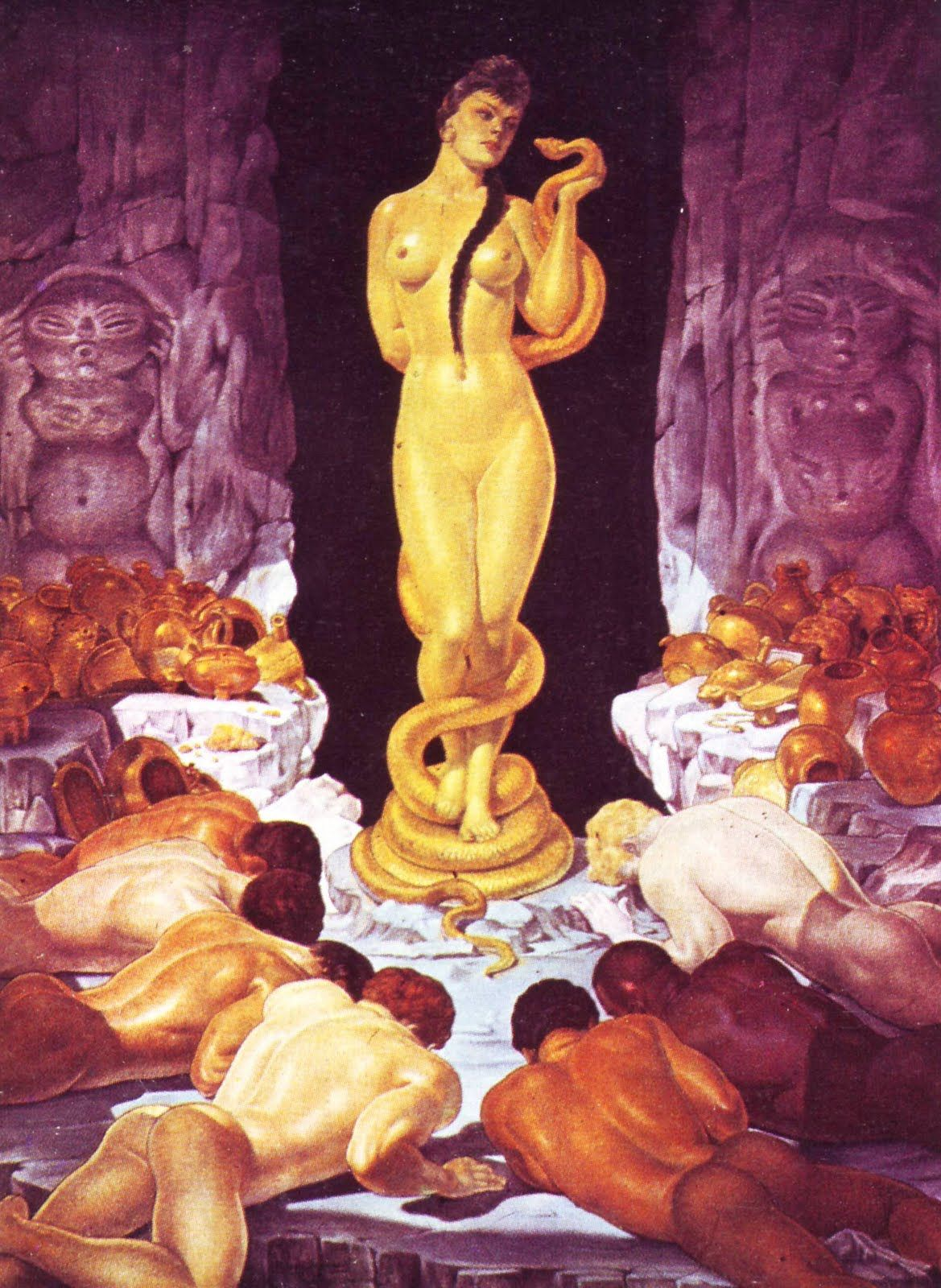
Tín ngưỡng thời nữ chúa Maria Lionza của người bản địa Venezuela đã được hòa trộn với ảnh hưởng của người phương Tây

Tôn giáo bản địa (Indigenous religion) hay tín ngưỡng bản địa là một phạm trù được sử dụng trong ngành nghiên cứu tôn giáo để phân định hệ thống tín ngưỡng tôn giáo của các cộng đồng được mô tả là "bản địa". Thể loại này thường được đặt cạnh những thể loại khác như "tôn giáo toàn cầu" và " các phong trào tôn giáo mới". Thuật ngữ này thường được áp dụng cho một loạt các hệ thống tín ngưỡng khác nhau trên khắp Châu Mỹ (thổ dân da đỏ bản địa Mỹ), Châu Úc (thổ dân châu Úc), Châu Phi (thổ dân da đen châu Phi), Châu Á, và Bắc Âu, đặc biệt đối với những hệ thống tôn giáo tín ngưỡng dân gian được thực hành từ các cộng đồng sống dưới tác động của chủ nghĩa thực dân.
Thuật ngữ "tôn giáo bản địa" thường được áp dụng cho các hệ thống tín ngưỡng địa phương hay tín ngưỡng truyền thống dân gian của các xã hội quy mô nhỏ. Những hệ thống tín ngưỡng này thường không tham gia vào việc truyền đạo mà chủ yếu là lưu truyền trong nội bộ của cộng đồng xã hội đó như trong thị tộc, bộ lạc, bộ tộc. Học giả tôn giáo Carole M. Cusack lưu ý rằng "các tôn giáo bản địa" đã bị loại khỏi danh mục "tôn giáo toàn cầu" bởi vì chúng "thường được truyền miệng bằng lời nói, không chú trọng truyền đạo, thiên về dân gian, được thể hiện bằng thần thoại và tập tục, và có tính đa nguyên" do đó phân biệt chúng với các phong trào truyền giáo như Cơ đốc giáo, Hồi giáo và Phật giáo vốn đều tìm kiếm những người cải đạo và thường được phân loại là "tôn giáo thế giới"; không giống như Do Thái giáo, mặc dù nó thường được gọi là "tôn giáo toàn cầu". Chúng cũng thường được coi là khác biệt với các "tôn giáo toàn cầu" vì chúng được truyền miệng, đan xen với lối sống theo nề nếp truyền thống và yếu tố hỗn dung đa nguyên.
Về mặt số lượng, phần lớn các tôn giáo trên thế giới có thể được xếp vào loại "bản địa", mặc dù số lượng "tôn giáo bản địa" nhỏ hơn đáng kể so với số lượng cá nhân thực hành một trong những "tôn giáo thế giới". Trong nghiên cứu về tôn giáo, đã có nhiều cuộc tranh luận về phạm vi của phạm trù này, phần lớn phát sinh từ các cuộc tranh luận về thuật ngữ "bản địa" nên bao hàm tốt nhất. Ví dụ, như Thần đạo (Shinto) của Nhật Bản thường được gọi là "tôn giáo bản địa, mặc dù người Nhật không phải là một xã hội thuộc địa nhưng đã xâm chiếm các xã hội lân cận như của người Ainu, nên vẫn còn tranh luận về việc liệu họ có gặp nhau hay không. định nghĩa "bản địa". Trong một số trường hợp, những người thực hành các tôn giáo mới như Heathenry đã tìm cách thể hiện tôn giáo của họ là "tôn giáo bản địa" mặc dù phải đối mặt với sự hoài nghi từ các học giả tôn giáo.
Một thuật ngữ khác là "tôn giáo thời nguyên thủy" được Andrew Walls của Đại học Aberdeen đặt ra vào những năm 1970 để tập trung vào các hình thức tôn giáo phi phương Tây như được ghi nhận thấy ở Châu Phi, Châu Á và Châu Đại Dương. Tuy nhiên, theo học giả tôn giáo Graham Harvey, những cách tiếp cận như vậy ưu tiên những người công nghiệp hóa phương Tây và quá trình văn hóa Khai sáng Tin lành. Tương tự như vậy, James Cox, sinh viên của Walls, lập luận rằng các thuật ngữ như "tôn giáo sơ khởi", "tôn giáo thời tiền sử" và "tôn giáo bộ lạc" gợi ý một tôn giáo chưa phát triển có thể được coi là sự chuẩn bị cho việc cải đạo sang Cơ đốc giáo. Graham Harvey tuyên bố rằng các tôn giáo bản địa chiếm đa số trong các tôn giáo trên thế giới, ông lưu ý rằng "những người theo tôn giáo bản địa" không chiếm đa số về số lượng người theo đạo. Một số tôn giáo bản địa đã đạt được tầm nhìn toàn cầu nhiều như một số "tôn giáo thế giới" như việc các nhạc sĩ bị ảnh hưởng từ hệ thống tín ngưỡng của người Māori, người Úc bản địa và các dân tộc bản địa Canada đã đưa tác phẩm của họ đến với khán giả quốc tế.